# Фугас
Фуга́с (на френски: fougasse; от латински: focus – „огнище, огън“) в просторечието е названието на инженерните боеприпаси и артилерийските снаряди с фугасно и осколъчно-фугасно действие.

## Инженерен боеприпас
Фугасът като инженерен боеприпас е заряд взривно вещество, полаган в земята или под водата на неголяма дълбочина, взривяван внезапно за нанасяне на щети на противника или задържане на неговото придвижване. При детонация на фугаса целта се поразява от ударната вълна, осколки и продуктите на взрива.
Детонацията на взривното вещество се произвежда по електрически, огневи или механичен способ. При огневия способ обикновено е необходимо използването на детонатори, огнепроводен шнур или запалителни тръбички. При електрическия способ се използват електродетонатори, в които необходимата начална температура за индукция на възпламеняването се достига за сметка на топлинната енергия на електроискрата или спиралата и началния заряд на иницииращо взривно вещество.

## Артилерийски снаряд
Фугасните снаряди в основно са предназначени за стрелба по небетонирани отбранителни съоръжения: окопи, дървено-земни (ДЗОТове) и дървено-каменни огневи точки, наблюдателни пунктове и т.н. Освен това, фугасните снаряди голям калибър могат да се използват съвместно с бетонобойни снаряди за стрелба по бетонирани отбранителни съоръжения – дълговременни огневи точки (ДОТове) – главно за сваляне на земните насипи от последните. Стрелба на рикошети с фугасни снаряди може успешно да се използва за проправяне на проходи в минни полета.
При отсъствие на осколъчни и осколъчно-фугасни снаряди, фугасните снаряди могат да се използват за стрелба по откритите живи цели, а при отсъствие на бронебойни снаряди – за стрелба по танкове. В тези случаи действието на фугасните снаряди ще е значително по-слабо от действието на заменяните от тях снаряди.
В авиационната артилерия малокалибрените фугасни и фугасно-трасиращи снаряди се използват за стрелба по самолети.

## Поразяващ ефект
Фугасните боеприпаси действат с разрушителната сила на газовете на заряда и частично със силата на удара в преградата. В съответствие с това мощността на фугасния снаряд се определя от теглото и качеството на взривното вещество, поставено в неговата обвивка, което и определя основното изискване, предявляемо към тези снаряди. Увеличение на мощността на фугасните снаряди в пределите на един калибър е възможно само чрез увеличаване на обема на камерата за заряда и използване на по-мощно взривно вещество.
Обема на камерата на снаряда може да се увеличи с удължаване на цилиндричната част на снаряда и намаляване на дебелината на неговите стени. Но дължината на цилиндричната част е ограничена от общата дължина на снаряда, обусловена от неговата устойчивост на траектория. Въпреки това, дългата цилиндрична част е характерна особеност на фугасните снаряди. Намаляване на дебелината на стените на снаряда е ограничено от изискванията за здравината на снаряда при изстрела. Във връзка с това използването на фугасните снаряди от мортири и гаубици е по-изгодно, отколкото от оръдията, поради високите налягания, развиващи се в последните при изстрела.

## Конструкция
Фугасните снаряди имат най-тънкостенните обвивки, висок коефициент на запълване, високо относително тегло на заряда и малко относително тегло на снаряда.
По конструктивно оформление фугасните снаряди за наземната артилерия от средните калибри биват целнокорпусни, с навивна глава или винтово дъно и резба за главния взривател, а снарядите за големите калибри – с цяла главна част, винтово дъно и резба за дънния взривател или с винтова глава и винтово дъно и резба за главния взривател.
Снарядите голям калибър, освен това, могат да имат две резби: под главния и дънните взриватели; използването на два взривателя гарантира безотказността на действието и цялостния разрив на снаряда.
Малокалибрените фугасни снаряди в авиационната артилерия са използвани за пръв път от немците в 20- и 30-mm авиационни оръдия по време на Втората световна война. Корпуса на 20-mm снаряд е тънкостенен, щампован, с изпъкнали на него канавки за водещия пояс и кернение (центроване) на дулцето на гилзата. Дъното на корпуса за повишаване на здравината при изстрел с полусферична форма. Няма центриращи удебеления на корпуса, и центрирането на снаряда в канала на ствола става от центриращо удебеляване на взривателя и водещия пояс. Взривателя се съединява със снаряда с помощта на преходна втулка, закрепена в корпуса.
Необходимата здравина на тези снаряди при изстрел се достига за сметка на използване на корпус от метал с високи механични свойства и неговата термична обработка.
Появата през 1940-те години в малокалибрената авиационна артилерия на фугасни снаряди се обяснява с повишеното поразяващо действие на тези снаряди по сравнение с осколъчните поради ниската чувствителност на съвременните самолети към поразяването от осколки. За това следва да се счита за целесъобразно повишаване на фугасността на малокалибрените осколъчни снаряди в зенитната и авиационната артилерия.
Използването на фугасни снаряди в наземната артилерия е целесъобразно само в оръдията калибър от 120 mm и нагоре, тъй като незначителното тегло на взривния заряд на снарядите малък калибър не осигурява разрушаването даже на най-леките полеви укрития.

## Фугасите днес
Понастоящем в артилерията на средните калибри фугасните снаряди почти напълно са изместени от осколъчно-фугасните, значително опростяващи бойното снабдяване на артилерията.
Старите фугасни снаряди се съхраняват, а производството на фугасни снаряди среден калибър е прекратено почти във всички страни.
За снаряжение на фугасните снаряди за наземната артилерия в мирно време се използва почти изключително тротил и по-рядко мелинит, а във военно време е неизбежно използването на сурогатни взривни вещества.
Фугасните снаряди за германската авиационна артилерия са снаряжавани главно с „ТЕН“ и по-рядко с тротил.

## Фугасните взриватели
За привеждането на фугасните снаряди на наземната артилерия в действие при целта се използват главни и дънни взриватели с една до три настройки (позиции): за моментално (осколъчно), инерционно (фугасно) и забавено действие. Използването на взриватели с регулиране на настройките на инерционно и забавено действие има за цел осигуряването на необходимата дълбочина на забиване на снаряда и навлизането на снаряда в преградата до неговия разрив за получаване на необходимото фугасно действие.
В малокалибрените фугасни снаряди на авиационната артилерия могат да се използва само взриватели с мигновено действие.